# Лучење
Лучење је кретање материјала из једног места у друго, нпр. лучење хемијске супстанце из ћелије или жлезде. Слично томе, излучивање је уклањање одређених супстанци или отпадних производа из ћелије или организма. Уобичајени механизам ћелијског лучења је путем секреторних канала на ћелијској мембрани, званих порозоми. Порозоми су перманентне липопротеинске структуре у облику чашице на мембрани. На месту порозома се секреторне везикуле фузионишу са ћелијском мембраном, како би ослободиле интравезикуларни ћелијски садржај. 
Лучење код бактеријских врста представља транспорт или транслокацију ефекторских молекула, на пример: протеина, ензима или токсина (нпр. токсин колере код Vibrio cholerae), из унутрашњости (цитоплазме или цитосола) бактеријске ћелије у спољашњост. Лучење је веома важан механизам за прилагођавање и преживљавање бактерија у њиховом природном окружењу. 

## Код еукариотских ћелија

### Механизам
Еукариотске ћелије, укључујући и људске ћелије, имају високо еволуиран процес лучења. Протеини ванћелијског садржаја синтетишу се помоћу рибозома везаних за гранулирани ендоплазматски ретикулум (ЕР). Како се синтетишу, ови протеини се транслоцирају у лумен ЕР, где подлежу гликозилацији и бивају сакупљани од стране молекуларних шаперона. Такође, овде се погрешно савијани протеини идентификују и ретротранслоцирају у цитосол од стране ЕР-асоцираног са деградацијом, где се разграђују протеазама. Везикуле које садрже правилно савијене протеине одлазе у Голџијев апарат. 
У Голџијевом апарату се гликозилација протеина модификује, и може доћи до даље посттранслационе модификације, укључујући цепање и функционализацију. Протеини затим секреторним везикулама који путују дуж цитоскелета до ивице ћелије. Модификација се може догодити и у секреторним везикулама (на пример, инсулин настаје од проинсулина у секреторним везикулама). 
На крају, долази до фузије везикула са ћелијском мембраном у структури која се назива порозом, у процесу званом егзоцитоза, што резултује избацивањем интравезикуларног садржаја из ћелије.
Стриктна биохемијска контрола се одржава путем pH градијента: pH цитосола је 7,4, ендоплазматичог ретикулума 7,0, а голџијевог апарата 6,5. Секреторне везикуле имају pH између 5,0 и 6,0; неке секреторне везикуле постану лизозоми, који имају pH 4,8. 

#### Неуобичајена секреција
Постоје многи протеини, попут FGF1 (aFGF), FGF2 (bFGF), интерлеукин 1 (IL1) и сл. који немају сигналну секвенцу. Они не користе класични ЕР-Голџи пут, већ се излучују на различите неуобичајене начине. 
Описана су најмање четири пута неуобичајене (неконвенционалне) протеинске секреције. Они укључују: 1) директну транслокацију протеина кроз плазмамембрану вероватно путем мембранских транспортера, 2) „блебинг”, 3) лизозомалну секрецију и 4) ослобађање путем егзозома изведених од мултивезикуларних тела. Поред тога, протеини се могу ослобађати из ћелија механичким или физиолошким рањавањем и преко нелеталних, пролазних онкотских пора у плазма мембрани, индукованих испирањем ћелија са медијумом или пуферима без серума.

### У људским ткивима
Многи типови људских ћелија имају способност да буду секреторне ћелије, јер имају добро развијен ендоплазматички ретикулум и Голџијев апарат. Ткива код људи која стварају излучевине укључују: гастроинтестинални тракт који излучује дигестивне ензиме и желудачну киселину, плућа која луче сурфактанте, и лојне жлезде које луче себум за подмазивање коже и косе. 

## Код грам-негативних бактерија
Секреција није својствена само за еукариоте, већ је присутна и у бактеријама и археама. АBC транспортери (ATP binding cassette) заједнички су за сва три домена живог света. Неки излучени протеини се транслоцирају преко плазмамембране помоћу Sec translocon-а, једног од два система транслокације, за који је потребно присуство N-терминалног сигналног пептида на излученом протеину. Остали се транслоцирају преко цитоплазматске мембране путем двоструко-аргининске транслокације (Тат). Грам-негативне бактерије имају две мембране, што излучивање чини комплекснијим. Постоји најмање шест специјализованих система за излучивање код грам-негативних бактерија. Многи излучени протеини су посебно важни у бактеријској патогенези.

### Систем лучења типа(или)
Лучење типа I је систем који зависи од шаперона и који користи Hly и Tol ген кластере. Процес започиње након препознавања водеће HlyА секвенце и везивања за HlyB са мембране. Ова сигнална секвенца је изузетно специфична за ABC транспортер. Затим HlyAB комплекс стимулише HlyD, који почиње да се одваја и доспева на спољашњу мембрану, Сигнал на HlyD или терминални молекул, препознаје TolC. Заправо, HlyD регрутује TolC на унутрашњу мембрану, а HlyA се излучује изван спољашње мембране преко протеинског канала дугог тунела. 
Систем типа I преноси разне молекуле, од јона, лекова, до протеина различите величине (20—900 k). Молекули који се излучују варирају у величини, од малог пептида колицина V (10 kDа, Escherichia coli), до ћелијског адхезиног протеина LapA (520 kDа, Pseudomonas fluorescens).  Најбоље су окарактерисани RTX токсини и липазе. Лучење типа I такође је укључено у извоз непротеинских супстрата, попут цикличних β-глукана и полисахарида. 

### Систем лучења типа()
Протеини који се луче системом типа II, или главним терминалним огранком опште секреције, зависе од Sec или Tat система за иницијални транспорт у периплазму. Кад доспеју тамо, они пролазе кроз спољашњу мембрану преко мултисубјединичног (12–14 субјединица) комплекса поре, формирајући протеине секрета. Поред протеина секрета, 10–15 других протеина унутрашње и спољашње мембране чине комплетни секреторни апарат, од којих су многи и даље непознате функције. Грам-негативни пили типа IV користе модификовану верзију система типа II за своју биогенезу. У неким случајевима, одређени протеини се деле између слоја пилуса и система типа II, унутар једне бактеријске врсте. 

### Систем лучења типа(или)
Систем лучења типа III хомолог је базалном телу у бактеријским бичевима (флагелама). Налик је молекуларном шприцу, кроз који бактерија (неке врсте, нпр. Salmonella, Shigella, Yersinia, Vibrio) може убризгати протеине у еукариотске ћелије. Ниска концентрација Ca2+ у цитосолу, доводи до отварања канала који регулише T3SS. Један такав механизам, илустрован је LcrV (енгл. Low Calcium Response) антигеном (употребњеним од Yersinia pestis), који детектује ниску концентрацију калцијума и изазива T3SS везаност. Сличним механизмом, Hrp систем биљних патогена убризгава харпине и патогене ефекторске протеине у биљке. Овај систем лучења први пут је откривен код Yesinia pesis и показао је да се токсини могу убризгати директно из бактеријске цитоплазме у цитоплазму ћелија домаћина, а не да се једноставно излучују у ванћелијски медијум.
Систем лучења типа IV xомолог је апарату за конјугацију бактерија. Овај систем је способан да транспортује и ДНК и протеине. Откривен је код Agrobacterium tumefaciens, којa користи овај систем за увођење Т-ДНK дела Ti плазмида, у биљнoг домаћина, што узрокује развиће погођеног подручја у жучну круну (тумор). Helicobacter pylori користи систем лучења типа IV за испоруку CagA у ћелије епитела желуца, који је повезан са карциногенезом желуца. Bordetella pertussis, узрочник магарећег кашља, лучи пертузијски токсин делом кроз систем типа IV. Legionella pneumophila, узрочник легионелозе (Легионарска болест) користи систем лучења типа IVB, познат као icm/dot систем (intracellular multiplication / defect in organelle trafficking genes), за транслоцирање бројних ефекторских протеина у свог еукариотског домаћина. Прототип система за лучење типа IVA је VirB комплекс Agrobacterium tumefaciens.
Чланови протеина ове породице су компоненте система лучења типа IV. Они посредују у унутарћелијском преносу макромолекула, преко механизма који је претходно повезан са механизмом конјугације бактерија. 

#### Функција
Укратко, систем лучења типа IV (Т4SS) је општи механизам којим бактеријске ћелије излучују или преузимају макромолекуле. Њихов прецизан механизам за сада је непознат. Т4SS је кодиран на грам-негативним конјугацијским елементима у бактеријама. Т4SS је комплекс кроз ћелијску мембрану или, другим речима, 11–13 језгра протеина који формирају канал кроз који ДНК и протеини могу да путују од цитоплазме донаторске ћелије до цитоплазме ћелије примаоца. Поред тога, Т4SS лучи протеине - факторе вируленције директно у ћелије домаћина, али и преузима ДНК из медијума природном трансформацијом, што показује свестраност овог макромолекуларног апарата.

#### Интеракције
има два ефекторска протеина: прво, АТS-1, што је означава аналазма транслоцирани супстрат 1, и друго АnkА, што означава протеин који садржи анкирин поновљени домен са протеином А. Поред тога, протеини који спајају Т4SS су VirD4 везан за VirE2.

### Систем лучења типа
Ситем лучења типа V такође зовемо и систем аутотранспортера. Овај систем лучења укључује коришћење Sec система за прoлазак кроз унутрашњу мембрану. Протеини који се луче на овај начин, имају могућност да формирају бета барел са својим C-терминусом, који се убацује у спољашњу мембрану омогућавајући остатку пептида (путнички домен) да доспе ван ћелије. Често се аутотранспортери цепају, остављајући бета барел домен у спољашњој мембрани, уз ослобађање путничког домена. Неки истраживачи верују да су управо ови остаци аутотранспортера створили порине. који формирају сличне бета барел структуре. Уобичајени пример аутотранспортера, који користи овај систем лучења, јесте тримерски аутотранспортер адхезив (ТАА).
Систем лучења типа VI је идентификован 2006. године од стране Џона Мекаланоса са сарадницима (Медицинска школа Харвард, Бостон, САД), код два бактеријска патогена, Vibrio cholerae и Pseudomonas aeruginosa.  Они су идентификовани када су мутације гена Hcp и VrgG, код Vibrio cholerae, довеле до смањења вируленције и патогености. Касније, систем лучења типа VI пронађен је у четвртини свих протеобактеријских генома, укључујући животињске, биљне и људске патогене, као и земљишне, еколошке и морске бактерије.  Док се већина раних истраживања секреције лучења типа VI фокусирала на његову улогу у патогенези виших организама, новије студије сугерисале су његову физиолошку улогу у одбрани од једноставних еукариотских предатора и улогу у бактеријским интеракцијама.  Генски кластери система типа VI садрже од 15 до више од 20 гена, од којих су се два, Hcp и VgrG, показала као готово универзални секреторни супстрати система. Структура ових, и других протеина у овом систему, има упечатљиву сличност са врхом флагеле Т4 фага, а сматра се да активност система функционално подсећа на фаго инфекцију.

### Ослобађање везикула од спољашње мембране
Поред употребе претходно наведених мултипротеинских комплекса, грам-негативне бактерије поседују и другу методу за ослобађање материјала - формирање бактеријских везикула од спољашње мембране. Делови спољашње мембране се одвајају, формирајући сферне структуре нанометарских размера изграђене од липидног двослоја, богатог липополисахаридом који обухвата периплазматски материјал. Овакве структуре служе за мембрански везикуларни транспорт, ради манипулације околином или инвазије на домаћин-патоген везу. Откривено је да везикуле многих бактеријских врста садрже факторе вируленције, неке имају имуномодулаторне ефекте, док друге могу директно да пријањају и заразе ћелије домаћина. Отпуштање везикула показало се као општи одговор на стресне услове, а чини се да је поступак "паковања" протеина селективан.

## Код грам-позитивних бактерија
Код неких врста родова Staphylococcus и Streptococcus, помоћни систем лучења управља извозом многобројних адхезивних гликопротеина. 